# Васил Долапчиев
Васил Трифонов Долапчиев е български общественик, стопански деец и юрист.

## Биография
Роден е в Елхово на 26 февруари 1953 г. 2 месеца преди уволнението си от военна служба, на 13 август 1974 г. загубва зрение в резултат на тежка злополука.
Завършил е Техникума по електротехника „Мария Склодовска-Кюри“, специалност „Автоматика и автоматизация“. През 1975 – 1979 г. е студент по специалност „Право“ в СУ „Климент Охридски“, която завършва много успешно благодарение на помощта на своята виждаща съпруга. В периода 1984 – 1986 г. е специализант във ВИИ „Карл Маркс“ по икономика и управление на промишленото производство.
От 1 март 1981 г. започва работа като юрисконсулт в ПП „Успех“, Сливен. През 1984 г. е юрисконсулт по съвместителство и в керамичното предприятие „Демир Славов“. 2 години (1984 – 1985) е юрисконсулт също в памуко-текстилното предприятие „Аглика“ и член на неговия Управителен съвет. На 24 декември 1991 г. е назначен за директор на ПП „Успех“, Сливен, което ръководи и сега.

## Публикации
Васил Долапчиев публикува стихове в местния и централен периодичен печат и в сп. „Зари“. Автор е също на статии и други разработки, третиращи проблемите на зрително затруднените лица.

## Обществени роли
На X извънреден конгрес (май-юни 1990) на Съюза на слепите в България (ССБ) е избран за председател на Централната ревизионна комисия на ССБ. На XI (1994) и XII (1998) конгрес е избран за член на Централния съвет и на Изпълнителния съвет на ССБ. На 23 юли 1999 г. на заседание на Централния съвет е избран за председател на Съюза. На 16 юни 2000 г. по време на XIII извънреден съюзен конгрес е избран отново за негов председател. През 2002 и 2006 г. е преизбиран за председател на ССБ.
През 1990 – 1991 г. Васил Долапчиев е депутат във Великото народно събрание. През 1995 г. и през 1999 г. е избиран за общински съветник в гр. Сливен.
От 1990 г. Васил Долапчиев е член на Пленума и на Бюрото на общинската организация на БСП в Сливен, а от 2000 г. е член и на нейния Областен съвет.
За член на Комисията по човешки и социални права към Бюрото на Европейския съюз на слепите е избран през 1996 г.
През 1999 – 2004 е член на Управителния съвет на фонд „Рехабилитация и социална интеграция“ при МТСП, а от 2002 г. е заместник-председател на Националния съвет по рехабилитация и социална интеграция към Министерския съвет.
Васил Долапчиев е избиран за член на Бюрото на Съюза на слепите в Европа (2003 -2007), а също и за наблюдател в постоянната комисия за връзка с Европейската общност.